# Romanogobio ciscaucasicus
A Romanogobio ciscaucasicus a sugarasúszójú halak (Actinopterygii) osztályának pontyalakúak (Cypriniformes) rendjébe, ezen belül a pontyfélék (Cyprinidae) családjába tartozó faj.

## Előfordulása
A Romanogobio ciscaucasicus a gyors folyású, oxigénben gazdag vizek lakója. Elterjedési területe a Kaukázustól északra található, valamint a Fekete-, Azovi- és Kaszpi-tengerek vízgyűjtő területei. Különösen gyakori a Terekben.

## Megjelenése
A hal testhossza 11-14 centiméter, legfeljebb 15 centiméter. 42-46 nagy pikkelye van az oldalvonala mentén. Az oldalvonal és a hasúszók tövi része között 4 pikkelysor található. Torka csupasz. A felső állkapocs hátulsó peremén mindkét oldalon egy-egy bajuszszál van.

## Életmódja
Rajban élő fenékhal. Tápláléka a kövek között rejtőző apró férgek, rákok, rovarlárvák, emellett halikra és kevés növényi eredetű táplálék.
Legfeljebb 6 évig él.

## Szaporodása
Május végétől június végéig ívik.